# Sheffield Jumpers
A Sheffield Jumpers a Scooter jumpstyle táncosainak saját projektje. A Jumping All Over The World turné során végig elkísérték a zenekart, ennek folyományaként önálló karrierbe kezdhettek. Első projektjük, a We Are Ones, nem jelent meg, csak a hivatalos MySpace-oldalon, de meglehetősen pozitív kritikákat kapott. Első saját szerzeményük a Scooter segítségével készült el (Jump With Me), és 2008 augusztusában jelent meg a Sheffield Tunes égisze alatt.

## Diszkográfia

### Saját projektek
- We Are Ones (promo, nem jelent meg, 2008)
- Jump With Me (2008. augusztus 22.)

### Scooter táncosokként a klipekben
- The Question Is What Is the Question (2007. augusztus 10.)
- And No Matches (2007. november 23.)
- Jumping All Over The World (2008. február 1.)
- I’m Lonely (2008. április 18.)
- Jump That Rock (Whatever You Want) (2008. szeptember 26.)